# Rutherford Ridge
Rutherford Ridge ist ein 9 km langer und südwest-nordöstlich ausgerichteter Gebirgskamm im ostantarktischen Viktorialand. In der Saint Johns Range ragt er bis zu 1550 m hoch zwischen dem Wheeler Valley und dem Lobeck-Gletscher auf.
Das Advisory Committee on Antarctic Names benannte ihn 2007 nach dem neuseeländischen Physiker und Nobelpreisträger Ernest Rutherford (1871–1937).